# Tornados de Humacao
Le Tornados de Humacao est un club de football portoricain basé à Humacao, qui joue dans la Puerto Rico Soccer League. Le club est affilié à l'équipe mexicaine du CF Pachuca.